# Анунцијата (Катанцаро)
Анунцијата је насеље у Италији у округу Катанцаро, региону Калабрија.
Према процени из 2011. у насељу је живело 85 становника. Насеље се налази на надморској висини од 481 м.